# Sergio Pecorelli
Sergio Pecorelli (Brescia, 10 giugno 1944) è un medico italiano, presidente del consiglio di amministrazione dell'Agenzia italiana del farmaco dal 2009 al 2015.

## Biografia
Laureato in medicina, è nominato nel 1988 professore associato di ginecologia oncologica a Brescia, diventando poi professore straordinario e successivamente ordinario di ginecologia e ostetricia. Nel novembre 2010 viene eletto rettore dell'ateneo per il sessennio accademico 2010-2016.
Dal giugno 2009 è stato presidente del consiglio di amministrazione dell'Agenzia italiana del farmaco, sino alla sua sospensione e in seguito alle sue dimissioni date nel dicembre 2015 per conflitto di interessi.

## Riconoscimenti
- Medaglia August e Marie Krogh 2015, per il grande contributo dato alle politiche sulla salute e prevenzione in Italia[7] (Roma, 18 marzo 2016)